# Casa consistorial de Bielsa
La Casa consistorial de Bielsa es un edificio civil situado en la localidad pirenaica de Bielsa, en la provincia de Huesca, comarca de Sobrarbe, Aragón.

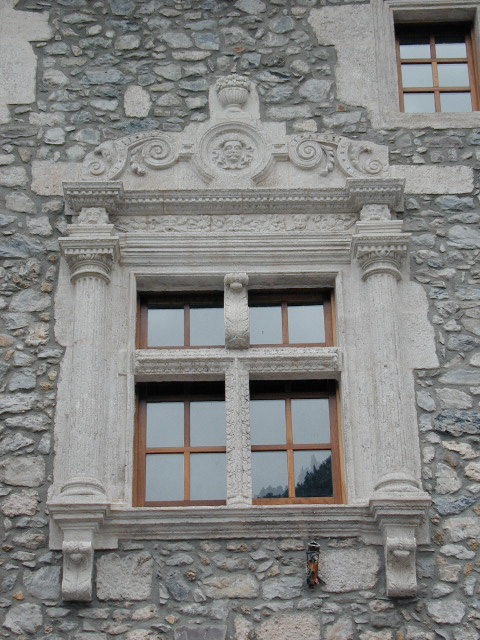
Escudo.

## Historia
Según la documentación conservada, el edificio se construyó entre 1585 y 1589, con trazas de Sandoval de Iciar y Pedro Rodet.
En 1938 fue bombardeado por el ejército nacional y su interior resultó totalmente destruido, siendo reconstruido en 1942 por la Dirección General de Regiones Devastadas, en una obra que reproduce parcialmente la distribución interior original.
En 1982 se inauguró en el interior del ayuntamiento el Museo de Bielsa, cuyas sucesivas remodelaciones y ampliaciones han supuesto diversas obras de acondicionamiento interior del edificio. 

## Descripción
Está ubicado en la plaza de la localidad, la cual ocupa en toda su longitud. De planta rectangular, está construido en sillarejo enlucido y sillar para la parte baja y vértices. Posee en su parte inferior un espacio delimitado por arcos que forman una lonja hacia la plaza. En la fachada, en su planta noble, posee tres vanos entre los que destaca la ventana central adintelada y rica talla en piedra.
En la planta inmediatamente superior destacan otras cuatro ventanas para rematarse el edificio con un alero de madera de escaso vuelo.
El carácter defensivo-militar se observa también en su magnífico garitón renacentista situado en el extremo derecho del edificio.